# معركة كواتاركواشي
```
 كانت 
معركة كواتاركواشي
 معركة حاسمة بين محمية شمال نيجيريا التي تديرها بريطانيا وقوات إمارة 
كانو
 في 
خلافة صكتو
 . شهدت هزيمة فرسان كانو في المعركة النهاية لإمارة كانو.
```

## خلفية
في عام 1899 ، أعلن اللورد لوغارد محمية بريطانية على جزء كبير من الخلافة في صكتو. مع فشل العديد من المبادرات الدبلوماسية للخليفة، في عام 1900 تم إطلاق حملة عسكرية لإخضاع الخلافة. عندما وصلت أخبار معركة كانو وسقوط قلعة كانو إلى صكتو في فبراير 1903، شرع سلاح الفرسان في كانو في مسيرة لاستعادة المدينة. 

## معركة
بعد ثلاثة مواجهات سابقة مع القوات البريطانية، نصبت قوة بريطانية كبيرة من كانو كمينًا لسلاح الفرسان في كانو على صخور كواتاركواشي العظيمة. بعد مواجهة استمرت 6 ساعات، أدى وفاة وزير كانو إلى تراجع باقي سلاح الفرسان إلى صكتو، استسلم جزء كبير من القوة تحت قيادة محمد عباس للبريطانيين وعاد إلى كانو. 
في كانو، تم إعلان محمد عباس أمير كانو. وتم دمج آخر سلاح الفرسان في كانو في جيش الخليفة في صكتو.